# NGC 903
NGC 903 é uma galáxia lenticular (S0) localizada na direcção da constelação de Aries. Possui uma declinação de +27° 21' 25" e uma ascensão recta de 2 horas, 24 minutos e 00,8 segundos.
A galáxia NGC 903 foi descoberta em 13 de Dezembro de 1884 por Édouard Jean-Marie Stephan.